# Casio
См. силикат кальция для информации о химическом соединении CaSiO3
Casio Computer Co., Ltd. (яп. カシオ計算機株式会社 Касио кэйсанки кабусики гайся) — японский производитель электронных устройств. Корпорация основана в апреле 1946 года в Токио. Наиболее известна как производитель калькуляторов, аудиооборудования, КПК, фотокамер, музыкальных инструментов, планшетов и наручных часов. В 1957 году фирма Casio выпустила первый в мире полностью электрический калькулятор (Модель 14-А).

## История
Компания была основана в апреле 1946 года четырьмя братьями Касио: Тосио, Кадзуо, Тадао и Юкио; их фамилия традиционно передаётся латиницей как Kashio, однако братья решили упростить её в названии компании до Casio.
После того, как в 1949 году Тадао и его младшие братья увидели электрический калькулятор на Первой бизнес-выставке в Ginza (Токио), они решили использовать прибыль от продаж трубки-кольца «Юбива», надеваемого на палец и позволяющего докуривать сигарету до конца, для разработки своей собственной модели калькулятора. Большинство калькуляторов того времени управлялось вручную или с помощью мотора (арифмометр). Братья Касио обладали некоторыми познаниями в области электроники и решили изготовить калькулятор, работающий при помощи соленоидов. Первый рабочий образец был закончен к 1954 году. Это был первый японский электромеханический калькулятор. В 1957 году представили калькулятор «Модель 14-A» — первый в мире полностью электрический компактный калькулятор, основанный на технологии реле и продававшийся за 485 000 иен. В этом же году была образована компания Casio Computer Co., Ltd.
1965 год — год выпуска настольного электронного калькулятора Casio 001. Этому предшествовал небольшой кризис, в котором компания оказалась после того, как не сумела вовремя отреагировать на изменения рынка калькуляторов, на котором модели, функционирующие на транзисторах, сменили модели на реле, однако модель Casio стала первым в мире электронным калькулятором с памятью. Первоначально калькуляторы продавались в Японии, однако с 1970 года Casio и другие японские производители электроники начали активную экспансию на быстрорастущий американский рынок. К 1980-м годам Япония стала крупнейшим экспортёром электроники, а США — крупнейшим её импортёром, по части калькуляторов лидировали Casio и Sharp. В 1972 году — был представлен персональный калькулятор Casio Mini, который продавался по цене 12 800 иен; было продано порядка 10 миллионов экземпляров этой модели. С 1970 года акции компании начали котироваться на Токийской фондовой бирже.
Деятельность Casio не ограничивалась калькуляторами. В 1974 году компанией были разработаны первые часы с вечным календарём под названием Casiotron, стоимостью порядка 60 000 иен. Появление в конце 1970-х годов сравнительно дешёвых микросхем позволило Casio начать развитие ещё одного направления — электронных музыкальных инструментов. В 1980 году компания представила на американский рынок первый музыкальный инструмент собственного производства — цифровое фортепиано Casiotone, к концу 1980-х годов доля Casio на этом рынке составляла 55 %. В 1990 году в Тихуане (Мексика) и Сан-Диего (Калифорния, США) были открыты заводы, занимающиеся только производством электронных музыкальных инструментов.
В 1983 году произошло одно из самых заметных событий в истории компании Casio — общественности были представлены первые часы G-Shock. Группа, занимавшаяся разработкой концепта, была образована в 1981 году, а создание и тестирование всех прототипов заняло около двух лет. В самом начале работы перед конструкторами была поставлена задача, носившая название «правило трёх десяток» — во-первых, часы должны были выдерживать падение с высоты 10 метров, во-вторых, выдерживать давление в 10 бар, в-третьих, работать непрерывно 10 лет на одном заряде батарейки. За все время испытаний было протестировано порядка 200 образцов. Ни один из них не подходил под «правило трёх десяток» полностью. И вот, когда уже нужно было писать отчёт о причинах провала, руководитель конструкторской группы, Ибэ, вышел в парк на несколько минут, чтобы собраться с мыслями и закончить отчёт о причинах неудачи. Но вдруг он увидел, как маленькая девочка кидает мячик о дорожку и ловит его. И ему пришла в голову идея — а почему бы не погрузить модуль часов в защитную оболочку — некое подобие мячика? Так и увидели свет первые часы G-Shock. Прототипы уже готовых часов подвергали испытаниям, которые проходят детали двигателей мотоциклов. На самой презентации 1983 года, чтобы показать все возможности часов, Ибэ кидал их через весь зал, ронял, стоял на них. Первой серийной моделью были часы Casio G-Shock DW-5000C. Затем появились часы со встроенными датчиками давления, температуры и компасом. В 1985 году увидели свет часы Casio Pela, их ключевой особенностью была толщина всего в 3,9 мм и рекордно малая масса — 12 граммов, которая достигалась тем, что ремешок и корпус этих часов представляли собой единое целое.
В 1991 году Casio приобрела долю в Asahi Corporation, производителя электроники (калькуляторов, автоответчиков), а также совместно с Tandy Corporation начала развивать направление личных электронных помощников (personal digital assistant, PDA), карманных компьютеров с возможностью взаимодействовать с обычными компьютерами. Рост курса иены в 1980-х и 1990-х годах вынудил Casio, как и другие японские компании, к перемещению производственных мощностей за рубеж. К 1996 году 80 % продукции Casio производились вне Японии (на Тайване, в Гонконге, Сингапуре, Малайзии, Таиланде, Корее, КНР, Индии, США и Мексике).
Компания Casio намерена запустить производство «умных» часов в ценовой категории около 400 долларов. Начало продаж ожидается весной 2016 года в США и Японии.
В июле 2015 года Casio запустили продажи новых наручных часов, совместимых с iPhone. Для обмена данными устройства Edifice EQB-510 синхронизируются со смартфоном посредством Bluetooth 4.0.

## Руководство
- Кадзуо Касио — председатель правления и главный исполнительный директор с 2015 года, в компании с апреля 1950 года, с 1988 по 2015 год занимал пост президента компании.
- Кадзухиро Касио — президент и главный операционный директор, в компании с 1991 года.

## Деятельность
Компания Casio состоит из двух основных подразделений:
- Потребительские устройства (Consumer) — производство часов, электронных словарей, калькуляторов, электронных музыкальных инструментов, цифровых фотоаппаратов и другой техники для личного пользования; объём выручки этого подразделения в 2017-18 финансовом году составил 300 млрд ¥ (2,7 млрд $).
- Системное оборудование (System Equipment) — техника для применения в бизнесе, такая как кассовые аппараты, терминалы для кредитных карт, счётные машинки для купюр, офисные компьютеры, принтеры; выручка 42,7 млрд ¥ (380 млн $).

Основным рынком компании является Япония, на неё приходится треть выручки (¥107 млрд из ¥321 млрд), на остальную Азию приходится ¥87 млрд, на Европу ¥49 млрд и на Северную Америку ¥41 млрд.
| Год                    | 2002   | 2003  | 2004  | 2005  | 2006  | 2007  | 2008  | 2009   | 2010   | 2011  | 2012  | 2013  | 2014  | 2015  | 2016  | 2017  |
| ---------------------- | ------ | ----- | ----- | ----- | ----- | ----- | ----- | ------ | ------ | ----- | ----- | ----- | ----- | ----- | ----- | ----- |
| Оборот                 | 382,2  | 440,6 | 523,5 | 559,0 | 580,3 | 620,8 | 623,1 | 518,0  | 427,9  | 341,7 | 301,7 | 297,8 | 321,8 | 338,4 | 352,3 | 321,2 |
| Чистая прибыль         | -24,93 | 5,647 | 14,18 | 21,53 | 23,75 | 25,15 | 12,19 | -23,15 | -20,97 | 5,682 | 2,556 | 11,88 | 15,99 | 26,40 | 31,19 | 18,41 |
| Активы                 | 449,2  | 459,1 | 496,0 | 495,7 | 502,0 | 525,5 | 451,8 | 444,7  | 430,0  | 402,5 | 366,2 | 369,3 | 367,0 | 374,7 | 368,5 | 351,5 |
| Собственный капитал    | 134,3  | 132,0 | 144,4 | 162,3 | 191,0 | 236,7 | 231,2 | 185,0  | 168,9  | 153,2 | 149,3 | 164,0 | 185,3 | 204,2 | 202,1 | 196,3 |
| Сотрудников, тыс. чел. | 14,67  | 11,48 | 11,64 | 12,14 | 12,67 | 13,01 | 13,20 | 12,36  | 12,25  | 11,52 | 11,66 | 11,28 | 10,99 | 11,59 | 11,32 | 12,29 |

Примечание. Значения указаны на 31 марта каждого года, когда в Японии заканчивается финансовый год.

## Спонсорские программы
Компания Casio разделяет все свои часы по брендам. У каждого бренда своя аудитория и свои рекламные представители — послы бренда.
Бренд G-Shock. Зарубежные послы бренда: Eminem, Nigel Sylvester, Stevie Williams, Луи Вито. Российские амбассадоры: Code Red, Алексей Прошин, Антон Евстифеев, Григорий Михалицын, Дмитрий Оскес, Егор Попретинский, Максим Круглов, Михаил Осипов, Павел Фукин, Женя Савин, Сергей Мезенцев.
Бренд Baby-G. Зарубежные послы бренда: Erica Hosseini. Российские послы бренда: Дарья Носова, Екатерина Шенгелия, Ольга Раскина, Ольга Смешливая.
Бренд Sheen. Зарубежные послы бренда: Элизабетта Каналис.
Бренд Edifice. Зарубежные послы бренда: команды Формулы-1 Red Bull Racing и Scuderia Toro Rosso.
Бренд ProTrek. Зарубежные послы бренда: Эдурне Пасабан, Штефан Зигрист.

## Дочерние компании
- Yamagata Casio Co., Ltd. (Япония, производство цифровых фотоаппаратов, электронных часов и системного оборудования)
- Casio Electronic Manufacturing Co., Ltd. (Япония, производство принтеров)
- Casio Techno Co., Ltd. (Япония, сервисное обслуживание продукции Casio)
- Casio Information Systems Co., Ltd. (Япония, реализация системного оборудования)
- CXD NEXT Co., Ltd. (Япония, услуги предприятиям розничной торговли, использующих кассовые аппараты Casio)
- Casio Human Systems Co., Ltd. (Япония, продажа программного обеспечения для системного оборудования)
- Casio Europe GmbH (Германия, реализация продукции)
- Casio Electronics Co. Ltd. (Великобритания, реализация продукции)
- Casio France S.A. (Франция, реализация продукции)
- Casio Benelux B.V. (Нидерланды, реализация продукции)
- Casio Scandinavia AS (Норвегия, реализация продукции)
- Casio Espana, S.L. (Испания, реализация продукции)
- ООО Casio (Россия, реализация продукции)
- Casio Italia S.r.l. (Италия, реализация продукции)
- Casio Computer (Hong Kong) Ltd. (Гонконг, производство калькуляторов)
- Casio Taiwan Co., Ltd. (Китайская Республика, реализация продукции)
- Casio Singapore Pte., Ltd. (Сингапур, реализация продукции)
- Casio India Co., Pvt. Ltd. (Индия, реализация продукции)
- Casio Electronic Technology (Zhongshan) Co., Ltd. (КНР, производство калькуляторов, электронных записных книжек и музыкальных инструментов)
- Casio Electronics (Shenzhen) Co., Ltd. (КНР, разработка и производство электронных часов)
- Casio (Guangzhou) Co., Ltd. (КНР, продажа часов)
- Casio (Thailand) Co., Ltd. (Таиланд, производство электронных часов)
- Casio (China) Co., Ltd. (КНР, реализация продукции)
- Casio Malaysia, Sdn. Bhd. (Малайзия, реализация продукции)
- Casio America, Inc. (США, реализация продукции)
- Casio Canada Ltd. (Канада, реализация продукции)
- Casio Holdings, Inc. (США, холдинговая компания)
- Casio Brasil Comercio de Produtos Eletronicos Ltda. (Бразилия, реализация продукции)
- Casio Mexico Marketing, S. de R. L. de C.V. (Мексика, реализация продукции)
- Casio Middle East FZE (ОАЭ, реализация продукции)

## Акционеры
- The Master Trust Bank of Japan, Ltd — 8,48 %
- Japan Trustee Services Bank, Ltd — 6,98 %
- Japan Trustee Services Bank, Ltd (Sumitomo Mitsui Trust Bank, Limited Retrust Portion / Sumitomo Mitsui Banking Corp. Pension Trust Account) — 5,43 %
- Nippon Life Insurance Company — 5,27 %
- Casio Bros. Corp. — 4,06 %
- Sumitomo Mitsui Banking Corp. — 2,52 %
- Trust & Custody Services Bank, Ltd — 1,70 %
- The Bank of Tokyo-Mitsubishi UFJ, Ltd. — 1,66 %
- CASIO SCIENCE PROMOTION FOUNDATION — 1,36 %
- Takashi Kashio — 1,33 %

## См. также

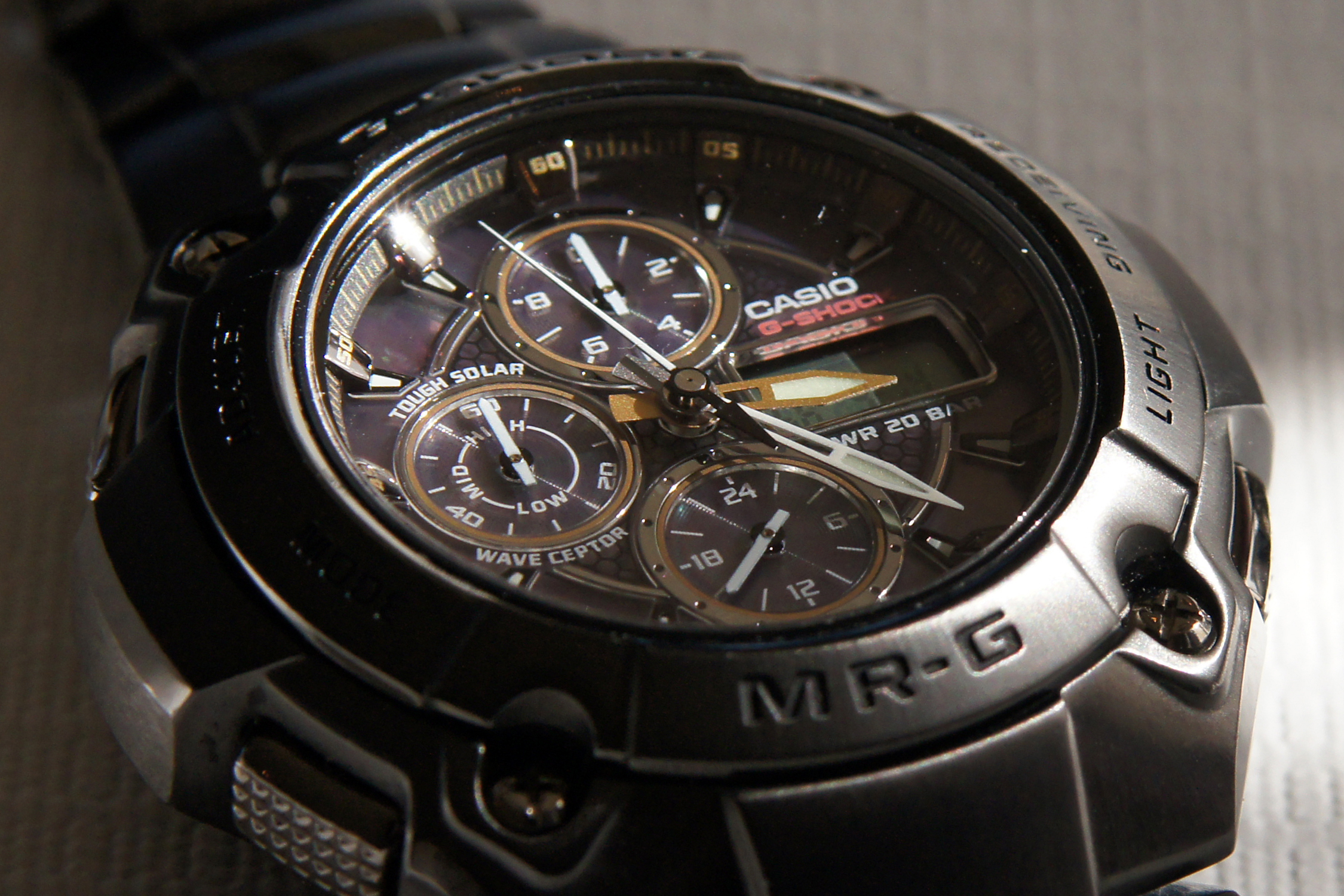
G-Shock MRG-7100BJ-1AJF
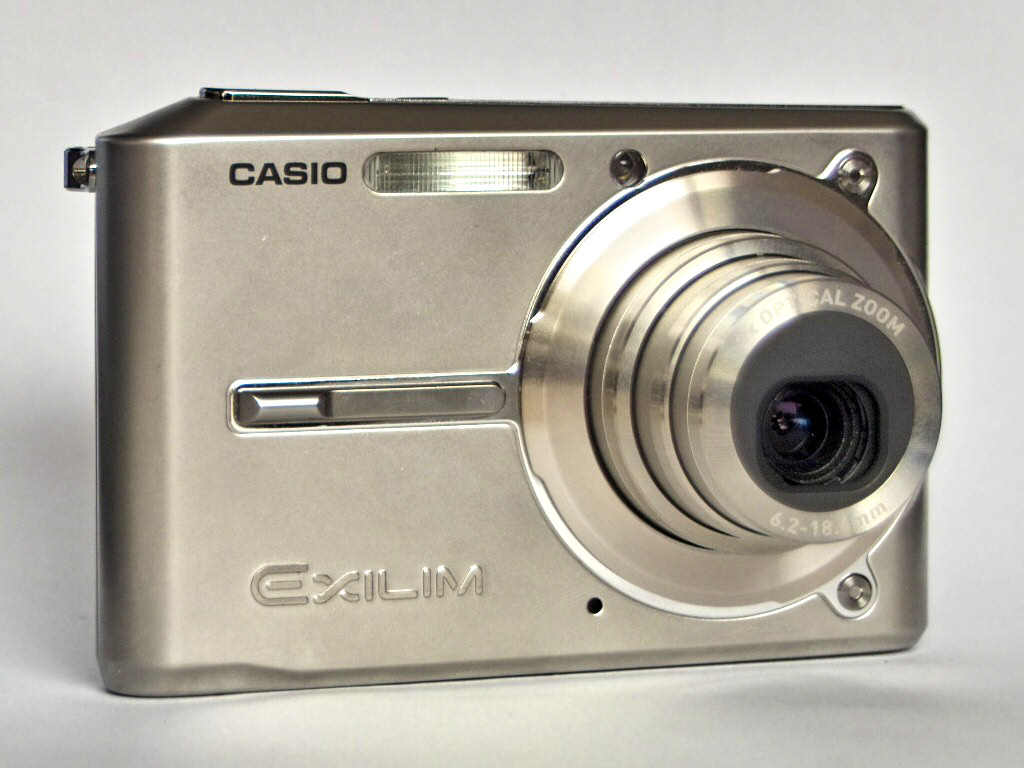
Exilim EX-S600
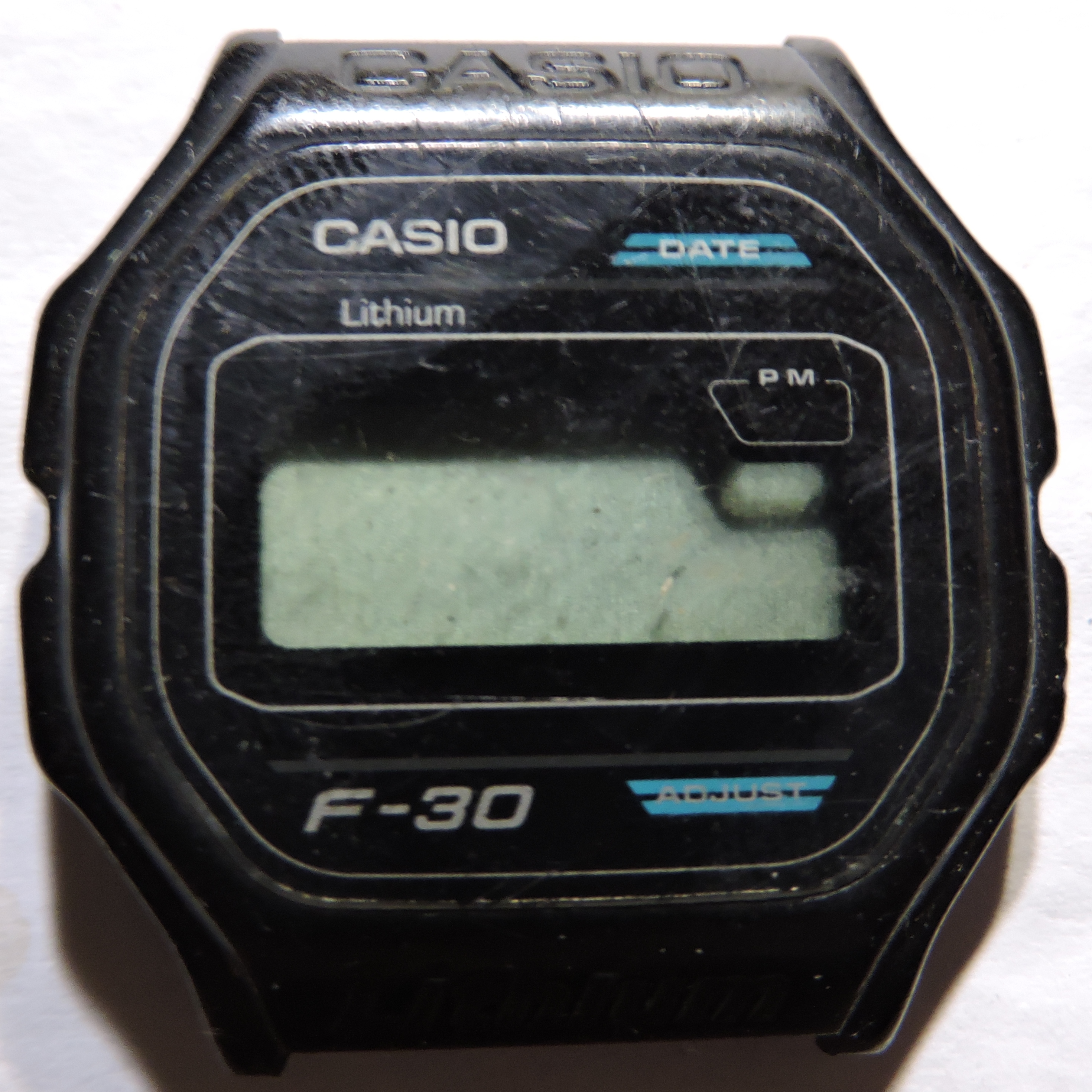
Casio F-30
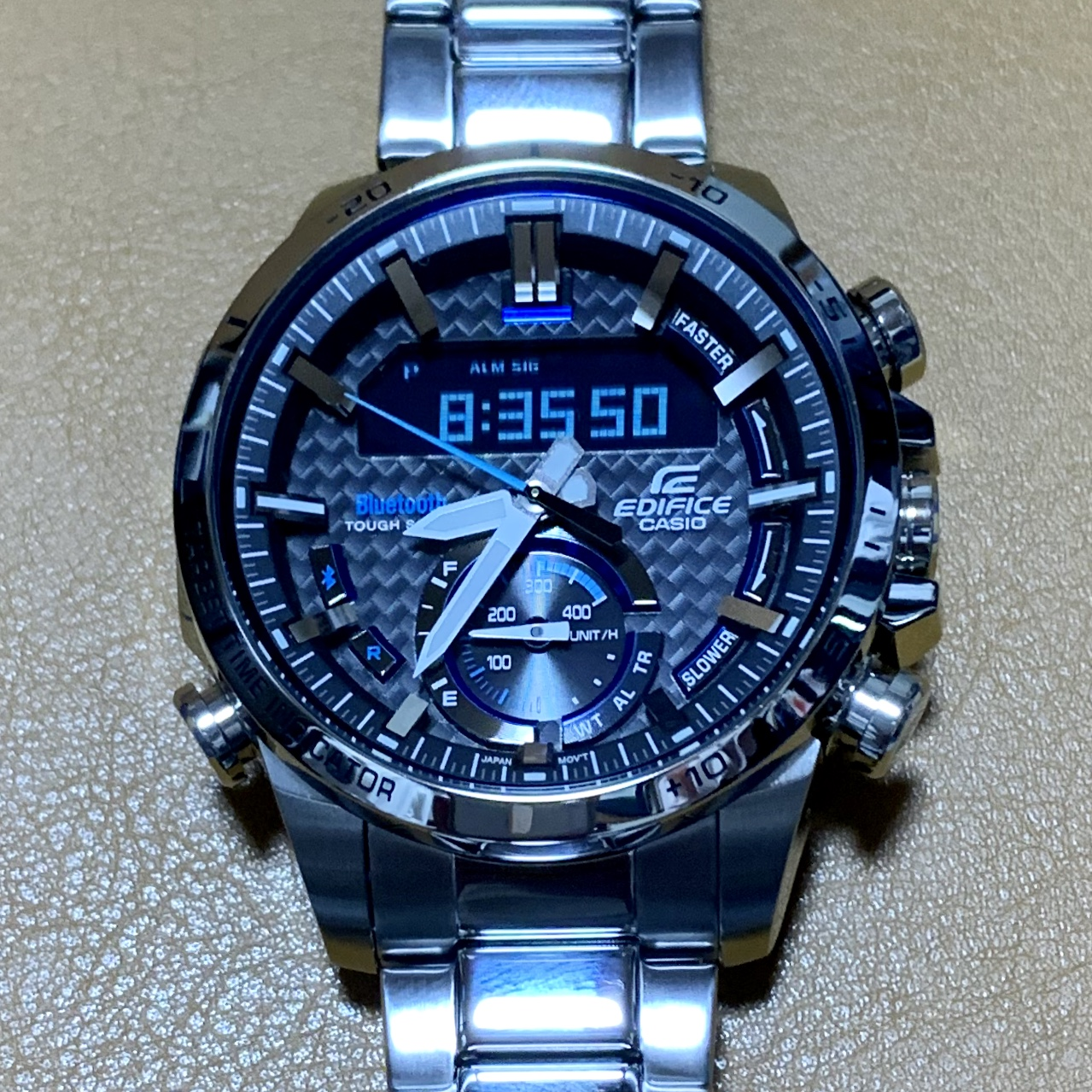
Edifice ECB-800D-1A